# August von Jilek
August von Jilek (aussi dénommé August Jilek ou Jileck, né le 28 août 1819 à Litomyšl en Bohême, maintenant en République tchèque, et mort le 8 novembre 1898 à Trieste) est un médecin de la marine tchèque, conférencier, administrateur et aristocrate (chevalier).

## Biographie

### Carrière navale
On ne sait rien des premières années de Jilek dans la marine. Il a gagné de l'importance lorsqu'il a été choisi pour occuper le poste de médecin personnel de l'empereur Maximilien Ier du Mexique. La raison de cette nomination est peut-être liée à l'entrée de Maximilien dans la marine et le service à bord de SMS Novara en 1851.
En octobre 1852, Jilek est nommé médecin senior à la nouvelle Académie navale (anciennement Collège des cadets) à Pola en Istrie, qui fait maintenant partie de la Croatie, où il enseigne également l'océanographie. En mars 1856, l'archiduc Maximilien, alors commandant en chef de la marine autrichienne, pose la première pierre d'un nouvel arsenal et d'un nouveau bâtiment de l'Académie. En juillet 1857, Jilek termine le manuel d'océanographie destiné aux étudiants de l'Académie et pour lequel il est le plus connu aujourd'hui.

## Contributions à la médecine navale
Les travaux scientifiques de Jilek en médecine navale comprennent la publication de deux études sur le paludisme, une maladie endémique de l'Istrie et, en 1868, il rédige un rapport sur la gastro-entérite qui constitue un document interne du département de la Marine. Il supervise l'introduction de l'antisepsie par la listérine. D'autre part, il œuvre afin de professionnaliser le service chirurgical.
Les tâches régulières de Jilek sont partiellement ou complètement interrompues lorsqu'il accompagne l'archiduc à bord de la Novara pour une croisière botanique au Brésil en 1860, puis lorsqu'il rejoint sa résidence au palais de Miramare dans le golfe de Trieste, et enfin quand il accompagne l'empereur Maximilien au Mexique en 1864. Maximilien a nommé deux médecins personnels subséquents pendant son bref règne au Mexique. Étant donné que Jilek n'avait pas quitté le service de l'Autriche, il est raisonnable de supposer qu'il revenait directement de Vera Cruz avec la Novara .
Rien ne prouve que Jilek s'est marié ou qu'il ait eu des enfants. Il est mort à Trieste le 8 novembre 1898.

## Honneurs
- À la suite du voyage de Jilek au Brésil, une espèce de fleur de la passion, Passiflora jilekii Wawra, porte son nom en 1863
- Il a été fait chevalier (croix de fer) en 1867.